# Manfred Eckert
Manfred Eckert (* 1951 in Bramsche) ist ein deutscher Erziehungswissenschaftler. Er war Professor für Berufspädagogik und berufliche Weiterbildung an der Pädagogischen Hochschule Erfurt/Mühlhausen/Universität Erfurt und ist inzwischen emeritiert.

## Leben
Nach der Berufsausbildung an der Zeche Consolidation absolvierte er 1970–1973 ein Elektro-Ingenieurstudium an der Fachhochschule Bergbau in Bochum. Anschließend Studium der Berufspädagogik und der Erziehungswissenschaften an der Universität Bochum und der Pädagogischen Hochschule Dortmund. Promotion am Lehrstuhl für Berufs- und Wirtschaftspädagogik  (Stratmann) zur Geschichte der Realgymnasien. Von 1981 bis 1993 Wiss. Mitarbeiter an der Universität Duisburg, von 1993 bis 2015 Professor für Berufspädagogik und berufliche Weiterbildung an der Pädagogischen Hochschule/Universität Erfurt. 
Von 1998 bis 2001 Dekan der Erziehungswissenschaftlichen Fakultät Pädagogischen Hochschule Erfurt und von 2008 bis 2013 Dekan der Erziehungswissenschaftlichen Fakultät der Universität Erfurt.
Forschungsarbeiten zur Bildungsgeschichte, zur Förderung von Benachteiligten und zum Lernen in der beruflichen Bildung.